# Victor Sonnemans
Victor Jean Marie Sonnemans (Bruxelles, 25 ottobre 1874 – Schaerbeek, 3 ottobre 1962) è stato un pallanuotista belga. Partecipò alle Olimpiadi di Parigi 1900 nel Brussels Swimming and Water Polo Club, riuscendo a vincere la medaglia d'argento.

## Carriera
Partecipò alle Olimpiadi di Parigi 1900 nel Brussels Swimming and Water Polo Club, rappresentante del Belgio nel torneo di pallanuoto. La squadra belga vinse prima 2-0 contro i francesi del Pupilles de Neptune de Lille#1, poi travolsero 5-1 un'altra squadra francese, le Libellule de Paris.

## Palmarès
- Argento ai Giochi olimpici di Parigi 1900